# اچ‌ام‌اس ریفلمان (۱۹۱۰)
اچ‌ام‌اس ریفلمان (۱۹۱۰) (به انگلیسی: HMS Rifleman (1910)) یک کشتی بود که طول آن ۲۴۶ فوت (۷۵٫۰ متر) بود. این کشتی در سال ۱۹۱۰ ساخته شد.